# Pihtla
Pihtla – wieś w Estonii, w prowincji Sarema. Ośrodek administracyjny gminy Pihtla.